# Eneko Bóveda
Eneko Bóveda Altube (* 14. Dezember 1988 in Bilbao) ist ein spanischer Fußballspieler.  Er wird als Abwehrspieler eingesetzt.

## Karriere
Bóveda begann seine Karriere bei Athletic Bilbao. 2006 spielte er erstmals für die Viertligamannschaft. Sein Erstligadebüt für Bilbao gab er am 33. Spieltag 2008/09 gegen Racing Santander. 2011 wechselte er zum Drittligisten SD Eibar. 2013 stieg er mit Eibar in die zweite Liga auf, 2014 sogar direkt in die erste Liga. 2015 kehrte er zum Ligakonkurrenten Bilbao zurück, der inzwischen sogar an der Europa League teilnahm.
Im Januar 2018 wechselte er zu Deportivo La Coruña. Mit dem Verein stieg er im selben Jahr in die Segunda División ab.